# Episodi di Hunter × Hunter - Greed Island
Questa è la lista degli episodi delle serie OAV di Hunter × Hunter. Essendo stati creati specificamente per il mercato home video, in Giappone, essi non sono mai stati trasmessi su una rete televisiva mentre in Italia sono andati in onda su Italia 1 dal 29 gennaio 2008 al 17 maggio 2008 di seguito ai 62 episodi della serie televisiva.
Il doppiaggio delle serie OAV è stato affidato alla Merak Film e tutte le voci sono pertanto differenti dalla prima serie animata.

## Prima serie:York Shin City
| Nº Ja | Nº It | Titolo italiano Giapponese 「Kanji」 - Rōmaji | Prima edizione   | Prima edizione                     |
| Nº Ja | Nº It | Titolo italiano Giapponese 「Kanji」 - Rōmaji | Giapponese       | Italiano (trasmissione televisiva) |
| 63    | 1     | Il Ragno × Vittime × Amicizia 「蜘蛛×死体×フェイク」 - Kumo × Shitai × Feiku | 17 gennaio 2002  | 29 gennaio 2008                    |
| 63    | 1     | Kuroro spiega agli altri membri della brigata che ha conosciuto una persona che gli ha predetto il futuro con il Nen e, avendogli rubato il potere, decide di predire il futuro a tutti i membri della brigata. Scopre che fra di loro c'è un traditore: ed è Hisoka. Nobunaga vorrebbe uccidere Hisoka, ma Kuroro lo ferma, convinto che "il tizio con le catene" (Kurapika) gli abbia imposto delle condizioni che gli impediscono di parlare. Quoll chiede ad Hisoka informazioni riguardo al manovratore di catene, ma questi, con la scusa della condizione, risponde ad una sola domanda. Intanto, Kurapika, Gon, Killua e Leorio escogitano un piano per uccidere alcuni membri della brigata. |                  |                                    |
| 64    | 2     | Amici × Travestimenti × Missione 「仲間×変装×地獄耳」 - Hakama × Hensō × Jigoku Mimi | 17 gennaio 2002  | 31 gennaio 2008                    |
| 65    | 3     | Appostamento × Imprevisto × Pericolo 「追跡×逃亡×走り出した蜘蛛」 - Tsuiseki × Tōbō × Hashiridashita Kumo | 20 febbraio 2002 | 5 febbraio 2008                    |
| 65    | 3     | Kuroro, Shizuku, Machi, Kortopi, Pakunoda e Nobunaga partono all'inseguimento di Scuwala che ha con sé gli occhi scarlatti copiati da Kortopi nella speranza che insieme a questi trovino il ragazzo con le catene o qualcuno che sappia dargli informazioni utili. Il gruppo è inseguito da Senritsu e Killua che dicono a Kurapika, Gon e Leorio il luogo verso cui stanno andando. Kurapika e Gon partono per intercettarli ma alla fine Kuroro, Shizuku e Machi si accorgono di essere inseguiti e lasciano continuare la corsa agli altri tre. |                  |                                    |
| 66    | 4     | Ostaggi × Vendette × Codici 「人質×虫けら×伝わった思い」 - Hitojichi × Mushikera × Tsutawatta Omoi | 20 febbraio 2002 | 7 febbraio 2008                    |
| 67    | 5     | Pakunoda × Dubbio × Dilemma 「時報×暗闇×放たれた鎖」 - Jihō × Kurayami × Hanatareta Kusari | 20 marzo 2002    | 12 febbraio 2008                   |
| 68    | 6     | Provocazione × Litigio × Pugno alzato 「挑発×分裂×振り上げた拳」 - Chōhatsu × Bunretsu × Furiageta Kobushi | 20 marzo 2002    | 14 febbraio 2008                   |
| 69    | 7     | Prigionieri × Trattativa × Rivincita 「交渉×復讐×律する鎖」 - Kōshō × Fukushuu × Rissuru Kusari | 17 aprile 2002   | 19 febbraio 2008                   |
| 70    | 8     | Ricordi × Sentimenti × Una nuova vita 「想い×断念×引き裂かれたクモ」 - Omoi × Dannen × Hikisakareto Kumo | 17 aprile 2002   | 21 febbraio 2008                   |

## Seconda serie:Greed Island
| Nº Ja | Nº It | Titolo italiano Giapponese 「Kanji」 - Rōmaji                                                    | Prima edizione  | Prima edizione                     |
| Nº Ja | Nº It | Titolo italiano Giapponese 「Kanji」 - Rōmaji                                                    | Giapponese      | Italiano (trasmissione televisiva) |
| 71    | 1     | Febbre × Piano × Asta 「競売×作戦×80パーセント」 - Kyōbai × Sakusen × 80 pāsento                 | 5 febbraio 2003 | 26 febbraio 2008                   |
| 72    | 2     | Elettricità × Aura × Colpo letale 「電気×オーラ×必殺技」 - Denki × Oora × Hissatsuwaza           | 5 febbraio 2003 | 28 febbraio 2008                   |
| 73    | 3     | Rem × Esame × Primo passo 「練×試練×それぞれの一歩」 - Ren × Shiren × Sorezore no ippo           | 5 marzo 2003    | 4 marzo 2008                       |
| 74    | 4     | Start × Magia × Città dei premi 「スタート×呪文×懸賞の街」 - Staato × Jumon × Kenshyō no machi   | 5 marzo 2003    | 6 marzo 2008                       |
| 75    | 5     | Rivali × Addestramento × Carta 83 「勧誘×リスト×最初はグー!」 - Kanyuu × Risuto × Saijyo ha guu! | 19 marzo 2003   | 11 marzo 2008                      |
| 76    | 6     | Inseguitori × Furto × Partenza 「奪る×奪られる×カード地獄」 - Toru × Torareru × Kaado Jigoku     | 19 marzo 2003   | 13 marzo 2008                      |
| 77    | 7     | Banditi × Mostri × Biscuit 「山賊×怪物×ビスケット」 - Sanzoku × Kaibutsu × Bisuketto             | 16 aprile 2003  | 18 marzo 2008                      |
| 78    | 8     | Regole × Allenamento × Strategie 「修行×原石×シザーハンズ」 - Shuugyō × Genseki × Shizā hanzu    | 16 aprile 2003  | 20 marzo 2008                      |

## Terza serie:Greed Island Finale
| Nº Ja | Nº It | Titolo italiano Giapponese 「Kanji」 - Rōmaji | Prima edizione   | Prima edizione                     |
| Nº Ja | Nº It | Titolo italiano Giapponese 「Kanji」 - Rōmaji | Giapponese       | Italiano (trasmissione televisiva) |
| 79    | 1     | Masadora × Progressi × Boomer 「マサドラ×躍進×爆発魔」 - Masadora × Yaku Shin × Bakuhatsu ma | 18 febbraio 2004 | 22 marzo 2008                      |
| 80    | 2     | Esame × Allenamento × Promozione 「除念×新年×ハンター試験」 - Jyo nen × Shin nen × Hantā shiken | 18 febbraio 2004 | 29 marzo 2008                      |
| 81    | 3     | Incontro × Kuroro × Il dado 「遭遇×クロロ×金粉少女」 - Sōgū × Kuroro × Kinpun shōjyo | 3 marzo 2004     | 30 marzo 2008                      |
| 82    | 4     | Contatto × Razor × Forze congiunte 「接触×レイザー×共同戦線」 - Sesshōku × Reizaa × Kyōdōsensen | 3 marzo 2004     | 5 aprile 2008                      |
| 83    | 5     | Riunione × Hisoka × Giochi sportivi 「再会×ヒソカ×スポーツ勝負」 - Saikai × Hisoka × Supootsu shōbu | 7 aprile 2004    | 6 aprile 2008                      |
| 84    | 6     | Il faro × 8 giocatori × Creatore del gioco 「灯台×8人×ゲームマスター」 - Tōdai × Hachinin × Geemu masuta | 7 aprile 2004    | 12 aprile 2008                     |
| 85    | 7     | Palla × Aura × Pugno 「ジャン×ケン×グー」 - Jan × Ken × Guu | 28 aprile 2004   | 13 aprile 2008                     |
| 86    | 8     | Combinazione × Impatto × Bungee gum 「合体×衝撃×バンジーガム」 - Gōtai × Shōgeki × Banjiigamu | 28 aprile 2004   | 19 aprile 2008                     |
| 86    | 8     | La partita di dodgeball finisce con una vittoria a favore di Gon, Killua e Hisoka, i quali uniscono le forze per contrastare gli attacchi di Razor. Quest'ultimo svela a Gon che Jin non è a Greed Island, e che neppure lui conosce dove si trovi attualmente. Vincono così la carta Striscia di Costa, ma non appena ottenuta la carta il gruppo viene contattato da Boomer. |                  |                                    |
| 87    | 9     | Forze congiunte × Crisi × Al castello 「共闘×ピンチ×宣戦布告」 - Kyōtō × Pinchi × Sensenfu | 2 giugno 2004    | 20 aprile 2008                     |
| 87    | 9     | Gon e Biscuit iniziano un nuovo allenamento, in modo da essere preparati nello scontro inevitabile con il gruppo di Boomer: nel frattempo, Killua cerca di ideare una strategia d'attacco. Intanto i membri del ragno sono riusciti a trovare l'esorcista, il quale è in grado di rimuovere la catena del giudizio di Kurapika dal cuore di Kuroro.                            |                  |                                    |
| 88    | 10    | Appostamento × Preparazione × Inizio battaglia 「張り込み×準備×血戦開始」 - Harikomu × Junbi × Chisen kaishi | 2 giugno 2004    | 26 aprile 2008                     |
| 89    | 11    | Biscuit × 3 esperimenti × L'ultimo duello 「ビスケ×キルア×新必殺技」 - Bisuke × Kirua × Shin hissatsuwaza | 30 giugno 2004   | 27 aprile 2008                     |
| 90    | 12    | Orgoglio × Resistenza × Rivincita 「気力×凝×一握りの火薬」 - Kiryoku × Gyō × Hitonigiri no kayaku (Ritoru Furaawa) | 30 giugno 2004   | 10 maggio 2008                     |
| 91    | 13    | Crudeltà × Determinazione × L'apice 「冷酷×決意×最終局面」 - Reikoku × Getsui × Saishuu kyokumen (Kuraimakusu) | 18 agosto 2004   | 11 maggio 2008                     |
| 92    | 14    | Il gioco × Tutti liberi × Epilogo 「Ｇ・Ｉ×全クリ×大団円」 - Gi ai (Geemu) × Zen kuri × Daidanen | 18 agosto 2004   | 17 maggio 2008                     |